# V конная когорта галлов
V конная когорта галлов (лат. cohors V Gallorum equitata) — вспомогательное подразделение армии Древнего Рима.
В эпоху правления императора Веспасиана данное подразделение было переведено из Мёзии в Паннонию. При Домициане когорта вернулась в Верхнюю Мёзию. По всей видимости, она приняла участие в дакийских войнах Траяна. В 110 году когорта входила в состав гарнизона новообразованной провинции Дакия. В течение II века подразделение было переброшено обратно в Верхнюю Мёзию. где оно находилось в III веке. Его лагерь располагался в Пожежена де Сус.